# IC 1222
IC 1222 је спирална галаксија у сазвјежђу Херкул која се налази на листи објеката дубоког неба у Индекс каталогу.
Деклинација објекта је + 46° 12' 49" а ректасцензија 16h 35m 9,0s. Привидна величина (магнитуда) објекта IC 1222 износи 13,4 а фотографска магнитуда 14,2. IC 1222 је још познат и под ознакама UGC 10461, MCG 8-30-32, CGCG 251-31, IRAS 16336+4618, ARP 73, KCPG 500B, PGC 58544.